# Johann Lienhart
Johann "Hans" Lienhart (Fehring, 17 de julho de 1960) é um ex-ciclista austríaco. Competiu em seis provas de ciclismo de estrada e pista nos Jogos Olímpicos de Verão de 1980, 1984 e 1988.